# Trichiuridae

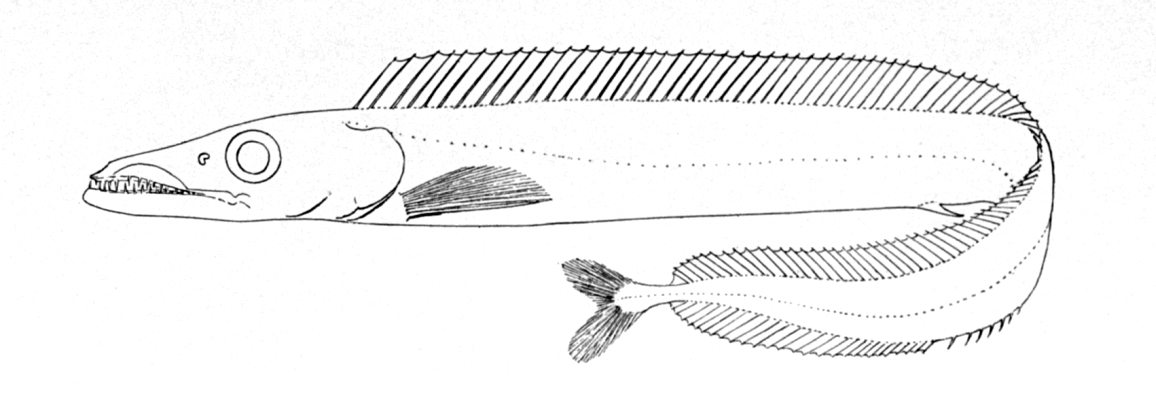
Aphanopus carbo

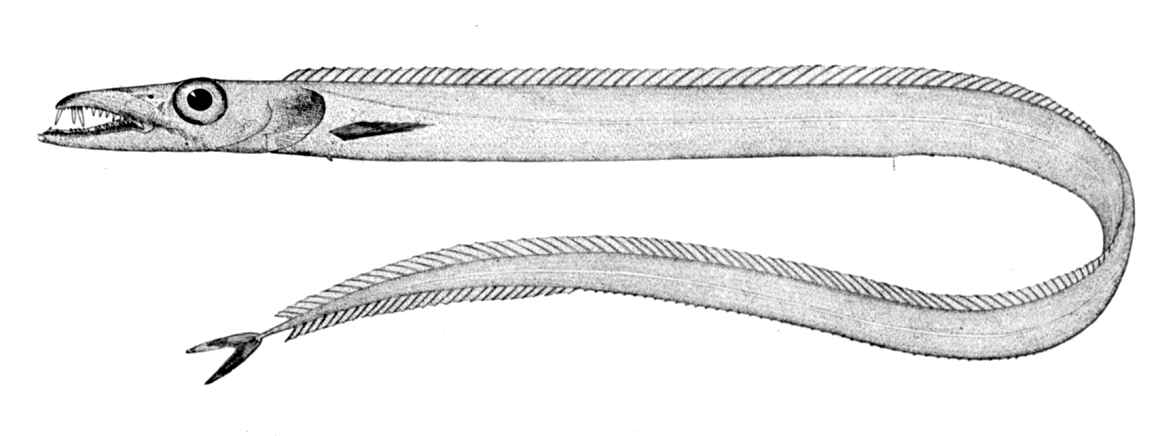
Benthodesmus simonyi

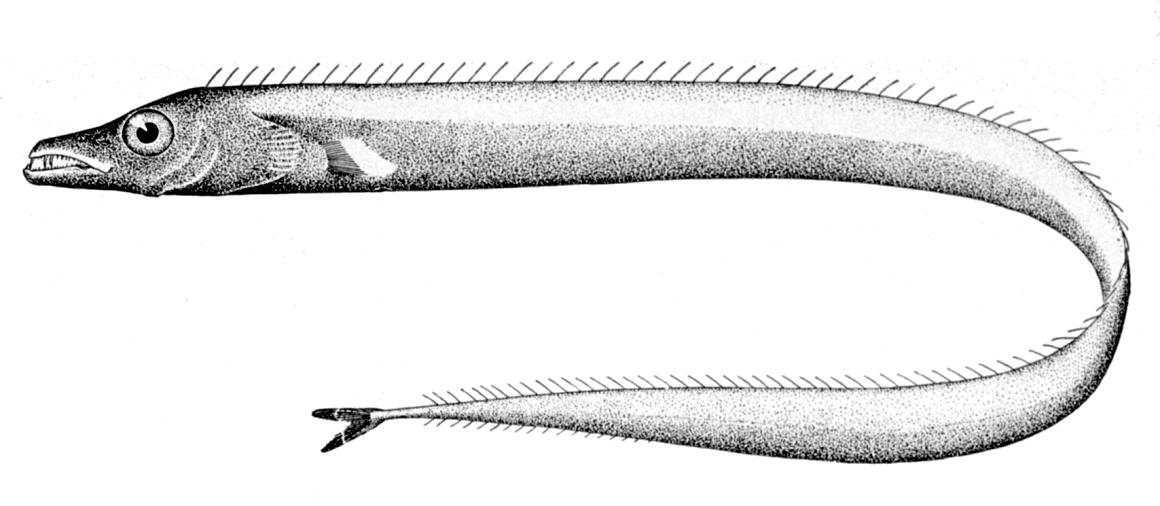
Lepidopus caudatus

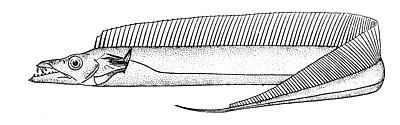
Trichiurus lepturus

I Trichiuridae sono una famiglia di pesci ossei marini (poche specie di acqua salmastra) dell'ordine Scombriformes.

## Distribuzione e habitat
I Trichiuridae sono diffusi in tutti gli oceani. La maggior parte delle specie è legata ad ambienti tropicali e subtropicali.
La maggior parte delle specie è batipelagica ma alcune popolano acque costiere fino a penetrare (poche specie) in acqua salmastra.

## Descrizione
La caratteristica più saliente dei membri di questa famiglia è il corpo nastriforme, molto allungato e compresso lateralmente (da cui il nome di "pesce bandiera" o "pesce sciabola" dato in Italia alla specie Lepidopus caudatus). Le mascelle sono forti e allungate, fornite di lunghi denti caniniformi; la mascella inferiore è più lunga della superiore. La pinna dorsale è lunghissima e di altezza quasi costante; può esserci una tacca incavata tra la parte a raggi spiniformi e quella a raggi molli (di solito più lunga). La pinna anale è di solito breve e in alcune specie assente. La pinna caudale è piccola e biloba quando non del tutto assente come nel genere Trichiurus: in tal caso la parte posteriore del corpo termina con un prolungamento filiforme. Le pinne ventrali o sono scomparse o sono ridotte ad una formazione a forma di squama. Le pinne pettorali sono inserite nella parte ventrale del corpo. Il corpo è privo di scaglie.
Le dimensioni variano da specie a specie, dalla più piccola Benthodesmus suluensis che misura 18 cm alla grande Assurger anzac che raggiunge i 250 cm.

## Specie
- Genere Aphanopus
  - Aphanopus arigato
  - Aphanopus beckeri
  - Aphanopus capricornis
  - Aphanopus carbo
  - Aphanopus intermedius
  - Aphanopus microphthalmus
  - Aphanopus mikhailini
- Genere Assurger
  - Assurger anzac
- Genere Benthodesmus
  - Benthodesmus elongatus
  - Benthodesmus macrophthalmus
  - Benthodesmus neglectus
  - Benthodesmus oligoradiatus
  - Benthodesmus pacificus
  - Benthodesmus papua
  - Benthodesmus simonyi
  - Benthodesmus suluensis
  - Benthodesmus tenuis
  - Benthodesmus tuckeri
  - Benthodesmus vityazi
- Genere Demissolinea
  - Demissolinea novaeguineensis
- Genere Eupleurogrammus
  - Eupleurogrammus glossodon
  - Eupleurogrammus muticus
- Genere Evoxymetopon
  - Evoxymetopon poeyi
  - Evoxymetopon taeniatus
- Genere Lepidopus
  - Lepidopus altifrons
  - Lepidopus calcar
  - Lepidopus caudatus
  - Lepidopus dubius
  - Lepidopus fitchi
  - Lepidopus manis
- Genere Lepturacanthus
  - Lepturacanthus pantului
  - Lepturacanthus savala
- Genere Tentoriceps
  - Tentoriceps cristatus
- Genere Trichiurus
  - Trichiurus auriga
  - Trichiurus australis
  - Trichiurus brevis
  - Trichiurus gangeticus
  - Trichiurus lepturus
  - Trichiurus margarites
  - Trichiurus nanhaiensis
  - Trichiurus nickolensis
  - Trichiurus russelli[3]